# Лагера (хижа)
„Лагера“ е хижа, разположена в местността Върбите в Северен Пирин, на височина от 1050 метра. Капацитетът на хижата е 50 места.
Изходен пункт е град Кресна. Съседни хижи: х. Синаница - 4,5 часа и хижа Яворов- 8,5 часа. 